# Macropus pavana
Macropus pavana — вид родини Кенгурових. Бартоломай використав слово «павана» для найменування викопного виду, за традицією започаткованою Де Вісом називати квіндлендських викопних тварин іменами індуських богів. Голотип складається з фрагменту лівої верхньої щелепи з P3–M1; голотип знайдено в північно-східному Квінсленді, англ. Bluff Downs Local Fauna. Розміщення в підрід Osphranter запропонували Фланері та Арчер у 1984 році на основі матеріалу цього виду знайденому s ранньопліоцентній англ. Bow Local Fauna в Новому Південному Уельсі; матеріал включає I1. 